# Anthony Koura
Anthony Koura, né le 6 mai 1993 au Mans, est un footballeur international burkinabé. Il joue au poste d'attaquant en Régional 1 au Gallia Club Lunel.

## Biographie

### Carrière en club

#### Début en France
Anthony Koura débute avec le CS Cheminots du Mans. Son sens du but ne laisse pas indifférent le club phare de la ville, Le Mans Football Club. En avril 2008, il est membre de la sélection de la Ligue du Maine qui dispute la Coupe nationale des 14 ans. Il sera le seul de ses coéquipiers mainiots à faire une carrière professionnelle.

Il dispute ses premières minutes en Championnat de France de football de Ligue 2 à seulement 18 ans, le 26 août 2011 (Châteauroux 1-0 Le Mans). Prêté de février à juin à Luzenac lors de la saison 2012/13, il marque 6 buts et donne 10 passes décisives en 15 matchs de Championnat de France de football National. À son retour, son club formateur est aux portes de la faillite et se doit de vendre. Il est recruté par le Nîmes Olympique pour environ 100 000 € avec un contrat de 3 ans et s'y impose comme titulaire  au poste d'attaquant.

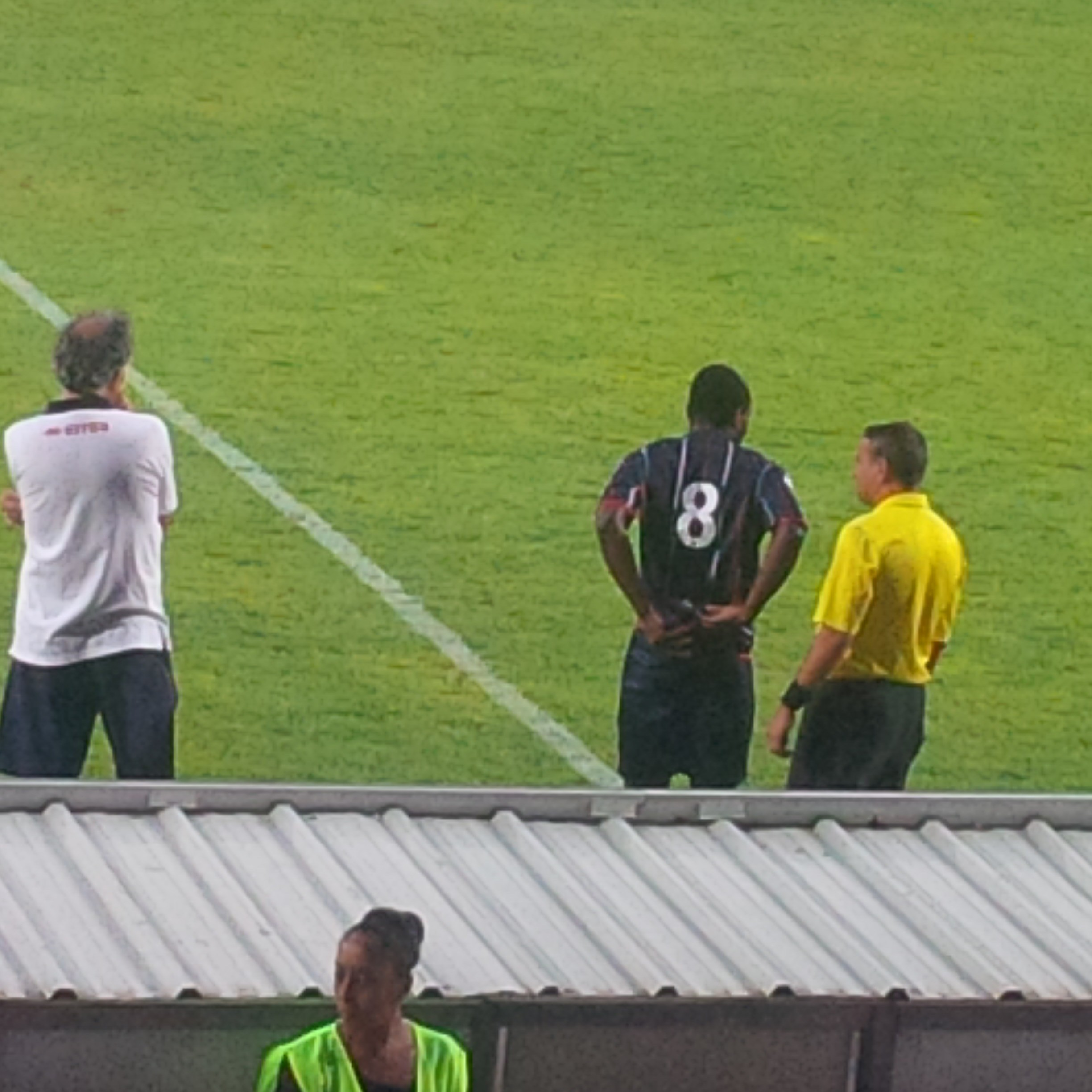
Anthony Koura lors de son premier match pour le Nîmes Olympique, le 27 août 2013 face à Troyes.

La saison 2015/16 est celle de l'envol. Sous les ordres de Bernard Blaquart, il enchaîne les buts et va jusqu'à marquer lors de 4 matchs d'affilée en janvier 2016,, ce qui lui vaut d'être pour la première fois de sa carrière présélectionné par l'Union nationale des footballeurs professionnels pour devenir meilleur joueur du mois. En fin de contrat en juin 2016, il décide d'honorer son engagement avec son club pour l'aider à se maintenir en Championnat de France de football de Ligue 2. Malheureusement, une fracture de vertèbre l'oblige à stopper sa progression pour plusieurs semaines. 

#### Première expérience à l'étranger
Après avoir passé deux années au sein de l'AS Nancy-Lorraine, il s'engage avec le club de Lausanne Sport, en deuxième division suisse, . Très ambitieux avec son nouveau club, Anthony dispute son premier match avec les Lausannois le 13 février 2019, face au SC Kriens, en tant que titulaire. À l'occasion de ce match de championnat, Koura inscrit également son premier but, à la 54e minute de jeu (victoire 3-2 au stade olympique de la Pontaise, ). Malgré la saison ratée du Lausanne-Sport en finissant 3e du championnat, et donc une année supplémentaire pour le club vaudois en D2, le joueur burkinabé réalise une bonne demi-saison avec 13 matchs pour 4 buts

### Carrière en sélection
Il passe par toutes les équipes de jeunes en équipe de France de football. Des U16 aux U19, il compte 41 sélections pour 20 buts inscrits. Il fait équipe avec des futures stars internationales comme Paul Pogba, Raphaël Varane ou Geoffrey Kondogbia.

## Statistiques
| Saison                | Club                  | Championnat           | Championnat | Championnat | Coupe nationale | Coupe nationale | Coupe de la Ligue | Coupe de la Ligue | Burkina Faso | Burkina Faso | Total | Total |
| Saison                | Club                  | Division              | M.          | B.          | M.              | B.              | M.                | B.                | M.           | B.           | M.    | B.    |
| 2011-2012             | Le Mans FC            | Ligue 2               | 7           | 0           | -               | -               | 1                 | 0                 | -            | -            | 8     | 0     |
| 2012-2013             | Le Mans FC            | Ligue 2               | 2           | 0           | -               | -               | -                 | -                 | -            | -            | 2     | 0     |
| Sous-total            | Sous-total            | Sous-total            | 9           | 0           | -               | -               | 1                 | 0                 | -            | -            | 10    | 0     |
| 2012-2013             | Luzenac AP (prêt)     | National              | 15          | 6           | -               | -               | -                 | -                 | -            | -            | 15    | 6     |
| Sous-total            | Sous-total            | Sous-total            | 15          | 6           | -               | -               | -                 | -                 | -            | -            | 15    | 6     |
| 2013-2014             | Nîmes Olympique       | Ligue 2               | 24          | 3           | 1               | 0               | 1                 | 0                 | -            | -            | 26    | 3     |
| 2014-2015             | Nîmes Olympique       | Ligue 2               | 33          | 7           | 3               | 0               | 1                 | 0                 | -            | -            | 37    | 7     |
| 2015-2016             | Nîmes Olympique       | Ligue 2               | 27          | 9           | 1               | 0               | 1                 | 0                 | -            | -            | 29    | 9     |
| Sous-total            | Sous-total            | Sous-total            | 84          | 19          | 5               | 0               | 3                 | 0                 | -            | -            | 92    | 19    |
| 2016-2017             | AS Nancy-Lorraine     | Ligue 1               | 15          | 1           | 2               | 0               | 3                 | 0                 | 2            | 0            | 22    | 1     |
| 2017-2018             | AS Nancy-Lorraine     | Ligue 2               | 15          | 2           | 2               | 0               | -                 | -                 | -            | -            | 17    | 2     |
| 2018-2019             | AS Nancy-Lorraine     | Ligue 2               | 11          | 0           | 3               | 0               | -                 | -                 | -            | -            | 14    | 0     |
| Sous-total            | Sous-total            | Sous-total            | 41          | 3           | 5               | 0               | 3                 | 0                 | 2            | 0            | 51    | 3     |
| 2019-2020             | FC Lausanne-Sport     | Challenge League      | 20          | 7           | 1               | 0               | -                 | -                 | -            | -            | 21    | 7     |
| Sous-total            | Sous-total            | Sous-total            | 20          | 7           | 1               | 0               | -                 | -                 | -            | -            | 21    | 7     |
| Total sur la carrière | Total sur la carrière | Total sur la carrière | 169         | 35          | 11              | 0               | 7                 | 0                 | 2            | 0            | 189   | 35    |

## Palmarès
- Champion de Suisse de D2 en 2020 avec le FC Lausanne-Sport

## Distinctions personnelles
- Nommé par France Football dans l'équipe type de la 25e journée du Championnat de France de football de Ligue 2 2015-2016[3].
- Présélectionné par l'Union nationale des footballeurs professionnels pour devenir meilleur joueur de Championnat de France de football de Ligue 2 du mois de janvier 2016[11].